# 政治思想
政治思想（英語：political ideology）是關於政治的思想體系，包括政治和意識形態的思想政治有關，允許的範圍是廣泛的。
政治哲學似乎是相似的，政治哲學的政治理念和猜測，哲學方法和哲學歷史的，而上面的討論，政治思想的基礎上的，它是保證一定是哲學沒有。它也與“哲學”和“哲學”每一個明確的區分。
此外，哲學家（例如，著名的政治討論，在大多數情況下，柏拉圖的政治哲學，康德的政治哲學，黑格爾，如政治哲學中的“政治哲學” ），一個非哲學的思想家，否則思想家通常被稱為“政治思想”（例如，盧梭的政治思想，江戶時代日本國學政治思想，近代早期的人，如政治思想）。也稱為“政治哲學”的注意事項，有關政治思想的方法，通常稱為“政治思想”關於政治獨立思考的內容。

## 中國的著名學說
- 道家、道學
- 儒家思想
- 禮教
- 君主專制
- 三民主義
- 毛澤東思想
- 有中國特色的社會主義